# Episkopí (ort i Grekland, Peloponnesos)
Episkopí (Episkopi) är en ort i Grekland.   Den ligger i prefekturen Messenien och regionen Peloponnesos, i den södra delen av landet, 200 km sydväst om huvudstaden Aten. Episkopí ligger 1 meter över havet och antalet invånare är 132.
Terrängen runt Episkopí är kuperad. Havet är nära Episkopí österut.  Närmaste större samhälle är Messíni, 19,8 km norr om Episkopí. 